# NGC 6183
NGC 6183 ist eine 12,2 mag helle Spiralgalaxie vom Hubble-Typ Sa im Sternbild Südliches Dreieck und etwa 212 Millionen Lichtjahre von der Milchstraße entfernt.
Sie wurde am 25. April 1835 von John Herschel mit einem 18-Zoll-Spiegelteleskop entdeckt, der dabei „vF, eS, R, gbM, 10 arcseconds“ notierte.